# Campoplex hudsoni
Campoplex hudsoni är en stekelart som först beskrevs av Cameron 1901.  Campoplex hudsoni ingår i släktet Campoplex och familjen brokparasitsteklar. Inga underarter finns listade.